# Unguja Sul
Unguja Sul, anteriormente Zanzibar Sul, é uma região da Tanzânia. Sua capital é a cidade de Koani.